# Eucosma sonomana
The Western Pineshoot Borer (Eucosma sonomana) là một loài bướm đêm thuộc họ Tortricidae. Nó được tìm thấy ở miền tây Bắc Mỹ.

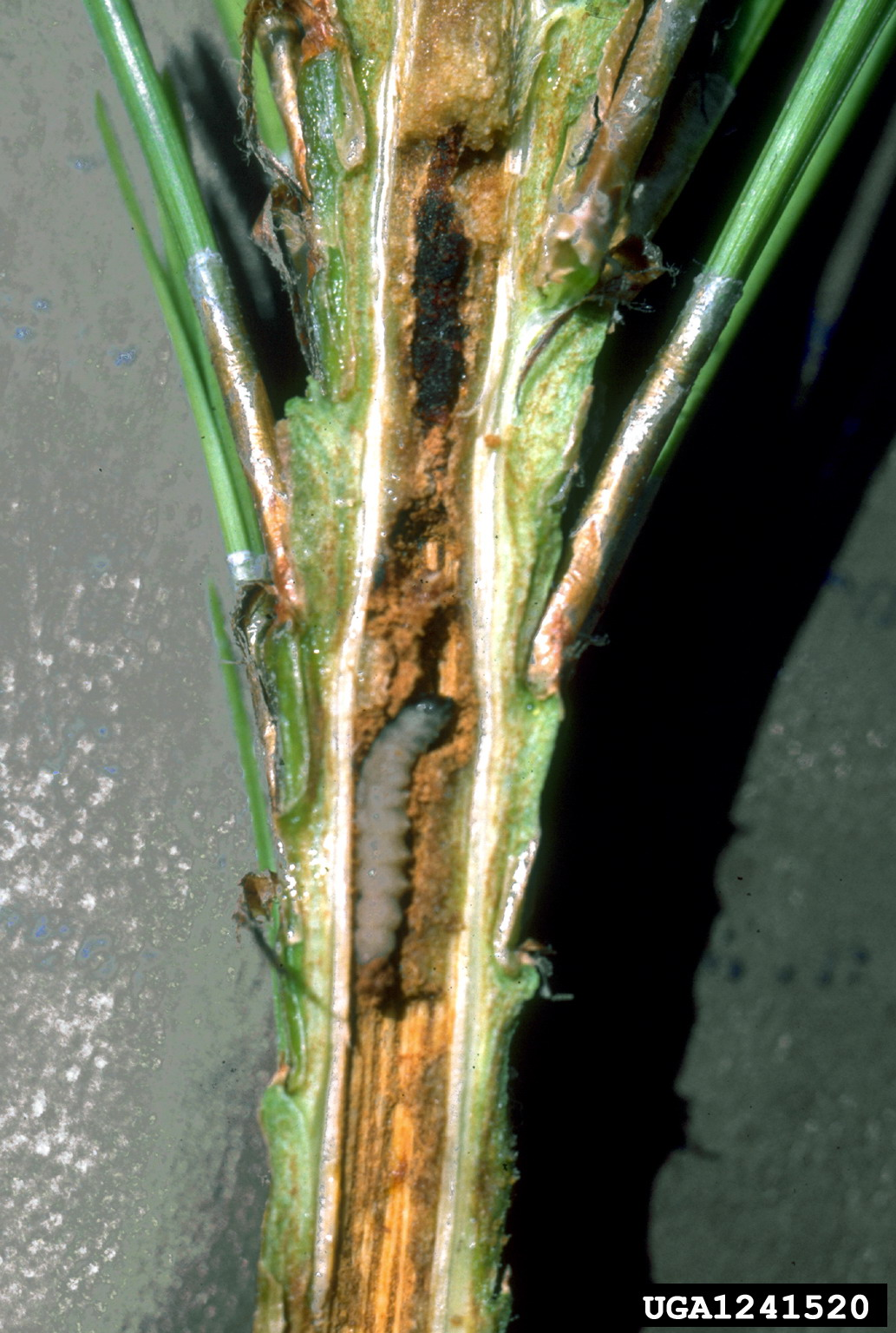
Larva

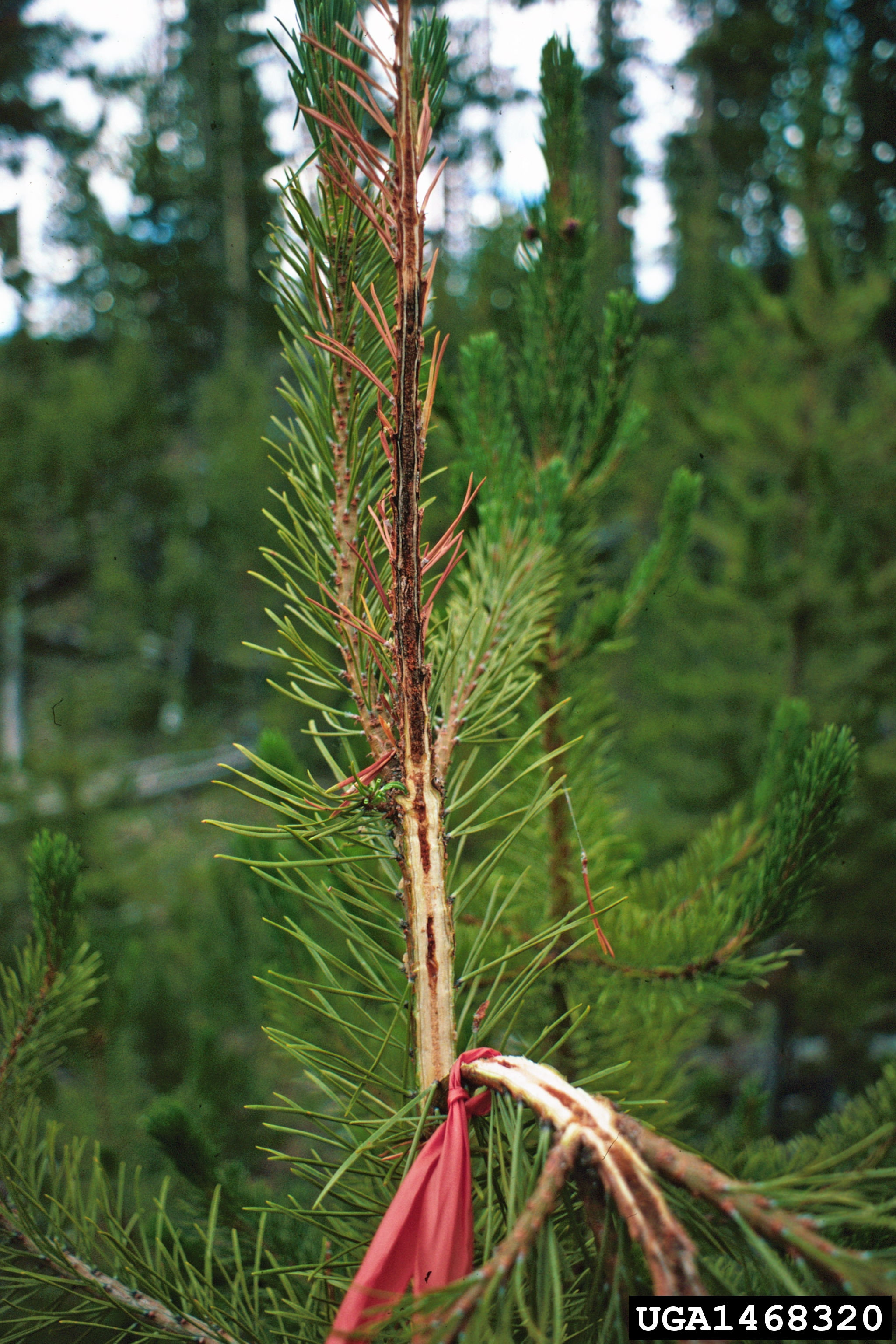
Damage

Sải cánh dài 16–22 mm. Con trưởng thành bay for two to three months during the spring. Có một lứa một năm.
Ấu trùng ăn pine species và is considered a pest on Pinus ponderosa. They mine the pith of terminal shoots.